# Georg Adam Ball
Georg Adam Ball (* 1799 in Lauterburg, Elsaß; † 6. September 1846 in Innsbruck) war ein deutscher Theaterschauspieler, Bühnenautor und Schriftsteller.

## Leben
Georg Adam Ball begann 1819 seine Bühnenlaufbahn bei der Kochschen Gesellschaft in Aachen, ohne eine dramatische Ausbildung genossen zu haben.  Mit der Kochschen Gesellschaft bereiste er Straßburg, Basel, Bern, Colmar etc. und war überall gern gesehen. Sein nächstes Engagement war Düsseldorf und 1822 Köln. Hier blieb er bis 1823 um, nachdem er kurze Zeit am Würzburger Theater tätig gewesen war, ein Engagement am Mannheimer Hoftheater anzunehmen. 1827 bis 1835 wirkte er mit Auszeichnung in Bremen und Nürnberg, um 1835 Mitglied des Leipziger Theaters zu werden. Von 1837 bis 1839 war er erneut in Nürnberg tätig.
Von dort zog er sich von der Bühne zurück, um schriftstellerisch tätig zu werden.
In seinem letzten Lebensjahr wurde er erneut schauspielerisch in Innsbruck tätig.
Die Umstände seines Todes sind ungeklärt. Er und seine Nichte, die Schauspielerin Auguste Pauline Liechtenstein, wurden am 6. September 1846 mit durchschnittenen Kehlen, jeder mit einem Messer in der Hand, tot im Bett aufgefunden. Inmitten des Zimmers, dessen Türen und Fenster sorgfältig verstopft waren, stand überdies noch ein Kohlenbecken.
Als Schriftsteller hat er sich sowohl als Bühnenautor mehrerer Novellen und Romane bekannt gemacht.

## Werke
- Robespierre oder der neunte Thermidor. Drama in 3 Theilen und 8 Bildern. Ein Gemälde der französischen Revolution im Jahre 1794. Nach Anicet-Bourgeois und Francis. Winter, Nürnberg 1832.
- Der goldene Becher oder der Altar zu St. Lorenz. Eine Erzählung aus Nürnbergs Vorzeit. Renner und Schuster. Nürnberg 1835.
- Friedrich Blum, Georg Adam Ball: Die Wäringer: Historisch-romantisches Schauspiel in fünf Aufzügen; Nach einer Erzählung von Wachsmann, Verlag Sittenfeld, 1846, 68 Seiten